# Nicolas Pradon
Nicolas Pradon, född 1632 i Rouen, död 14 januari 1698 i Paris, var en fransk dramatiker.
Efter en framgångsrik debut blev Pradon använd som vapen av Jean Racines motståndare vid premiären på dennes Phèdre. Han författade en tragedi med samma ämne, som uppfördes samtidigt för att överglänsa rivalen; genom frikostiga understöd höll sig hans annars svaga opus en tid på repertoaren. Främst bland hans tragedier märks Regulus (1688, uppförd i Stockholm 1741).